# Oscar Collodo
Oscar Collodo (Berna, 16 settembre 1958) è un ex rugbista a 15, allenatore di rugby a 15 e dirigente sportivo italiano, in carriera attivo nel ruolo di mediano d'apertura del Benetton e internazionale per l'Italia alla 1ª edizione della Coppa del Mondo di rugby nel 1987.

## Biografia
Esordì nel 1976 in prima squadra nel Treviso, con il quale vinse nel 1978 l'ultimo scudetto precedente all'era-Benetton (la squadra era all'epoca sponsorizzata Metalcrom); contemporaneamente debuttò come apertura in Nazionale nella Coppa FIRA 1977-78 (due punti contro la Polonia).
Dal 1979 al 1984 fu al Petrarca, con cui vinse due titoli nel 1980 e nel 1983, per poi tornare a Treviso.
Dopo un inizio promettente, non fu più convocato per diversi anni, fino a che Marco Bollesan iniziò a schierarlo in alternativa a Stefano Bettarello; selezionato per la Coppa del Mondo di rugby 1987, fu schierato in tutti e tre gli incontri della Nazionale italiana, anche se nel primo, contro la Nuova Zelanda, fu utilizzato come tre quarti centro.
Quella mondiale fu anche l'ultima esperienza internazionale di Collodo, la cui carriera proseguì solo a livello di club.
Terminata l'attività agonistica nel 1993 con 5 scudetti e una Coppa Italia, dal 1994 al 1997 allenò lo stesso Benetton in coppia con Gianni Zanon, giungendo per tre volte consecutive alla finale scudetto contro il Milan, vincendo l'ultima delle tre finali.
Sempre in coppia con Zanon allenò l'Udine, per un biennio il CUS Padova e poi, da solo, il Paese (TV) fino al 2003; allenatore dell'Oderzo (TV) fino a tutto il 2007-08, tornò successivamente al Paese come dirigente del settore giovanile, per poi assumere il ruolo di responsabile della squadra Under-14 del Comitato Interregionale delle Venezie; a luglio 2011 tornò ad allenare il CUS Padova con il quale nella stagione 2011-12 vinse lo spareggio per la serie A.
Dal 2020 è direttore tecnico degli universitari.

## Palmarès

### Giocatore
- Campionati italiani: 5
Benetton: 1977-78, 1988-89, 1991-92
Petrarca: 1979-80, 1983-84

### Allenatore
- Campionati italiani: 1
Benetton: 1996-97